# Whitesboro (Nova York)
Whitesboro és una població dels Estats Units a l'estat de Nova York. Segons el cens del 2000 tenia 3.943 habitants.

## Demografia
Segons el cens del 2000, Whitesboro tenia 3.943 habitants, 1.778 habitatges, i 992 famílies. La densitat de població era de 1.422,8 habitants per km².
Dels 1.778 habitatges en un 27,3% hi vivien nens de menys de 18 anys, en un 36,9% hi vivien parelles casades, en un 15% dones solteres, i en un 44,2% no eren unitats familiars. En el 39% dels habitatges hi vivien persones soles el 18,7% de les quals corresponia a persones de 65 anys o més que vivien soles. El nombre mitjà de persones vivint en cada habitatge era de 2,21 i el nombre mitjà de persones que vivien en cada família era de 2,98.
Per edats la població es repartia de la següent manera: un 23,3% tenia menys de 18 anys, un 7,8% entre 18 i 24, un 31,7% entre 25 i 44, un 20,3% de 45 a 60 i un 17% 65 anys o més.
L'edat mediana era de 37 anys. Per cada 100 dones de 18 o més anys hi havia 81,2 homes.
La renda mediana per habitatge era de 31.947 $ i la renda mediana per família de 42.741 $. Els homes tenien una renda mediana de 29.408 $ mentre que les dones 25.865 $. La renda per capita de la població era de 17.386 $. Cap de les famílies i el 13,5% de la població estaven per davall del llindar de pobresa.